# Paraphlegopteryx malickyi
Paraphlegopteryx malickyi är en nattsländeart som beskrevs av Weaver, Iii 1999. Paraphlegopteryx malickyi ingår i släktet Paraphlegopteryx och familjen kantrörsnattsländor. Inga underarter finns listade i Catalogue of Life.